# Нина Морић
Нина Морић (Загреб, 22. јул 1976) је хрватска манекенка, ТВ личност и фото-модел. Студирала је право када је победила на такмичењу за мис Хрватске, да би затим 1996. године учествовала на такмичењу Elite Look of the Year и освојила друго место. Након тога, потписала је двогодишњи уговор вредан 75.000 долара за хрватску модну агенцију Мидикен. Иако је наставила да студира право, повремено је радила за неке од престижних модних кућа у Милану.
Године 1998. поново је учествовала на такмичењу Elite Look of the Year и овог пута је освојила прво место поневши титулу манекенке године. Ова победа омогућила јој је потписивање двогодишњег уговора за познату модну кућу L.A. Models.
Преселивши се у Лос Анђелес, почела је да ради за разне познате модне куће, као нпр. што су Роберто Кавали, Версаче (Versace), Ереуно (Erreuno), Valentino тј. Валентино и Лес Копенс (Les Copains). Исте године, 1999, снимила је спот за песму Рикија Мартина, Livin' La Vida Loca. Такође, Џим Кери је желео да је ангажује у наставку свог филма Маска, али на крају су преговори пропали и а Кери је напустио пројекат.
Пошто је била популарна и у Италији, добила је понуду да буде ТВ дописник емисије Torno Sabato са Ђорђом Панаријелом на РАИ1. Наступала је на РАИ2 у различитим емисијама, а такође је снимила више реклама за парфеме, модне куће и сатове Ситизен.
Године 2000. опробала се и као певачица. У сарадњи са Џоом Т. Ванелијем, снимила је свој први сингл, Стар. Међутим, песма није имала неки већи успех, тако да на крају ипак није снимила албум.